# Cecil, Wisconsin
Cecil là một làng thuộc quận Shawano, tiểu bang Wisconsin, Hoa Kỳ. Năm 2006, dân số của làng này là 466 người.